# Patalene juniperaria
Patalene juniperaria är en fjärilsart som beskrevs av Alpheus Spring Packard 1871. Patalene juniperaria ingår i släktet Patalene och familjen mätare. Inga underarter finns listade i Catalogue of Life.